# O-12-Klasse
Die O-12-Klasse war eine U-Boot-Schiffsklasse der niederländischen Marine im Zweiten Weltkrieg. Die Boote waren ursprünglich als Küstenboote konzipiert, wurden aber weltweit eingesetzt. Es waren die ersten niederländischen U-Boote, die nur mit 533-mm-Torpedorohren ausgestattet waren.
Es wurden vier Boote auf Kiel gelegt und für die Königlich Niederländische Marine in Dienst gestellt (O 12, O 13, O 14, O 15).

## Geschichte
Bei der deutschen Invasion der Niederlande lag O 12 in der Werft und wurde dort von der Kriegsmarine übernommen und als U-D2 in Dienst gestellt. O 13 war zu dem Zeitpunkt gerade auf See und ist seit dem im Skagerrak vermisst. O 14 und O 15 waren 1940 fernab der Heimat in Curaçao und schlossen sich dort den Alliierten an.

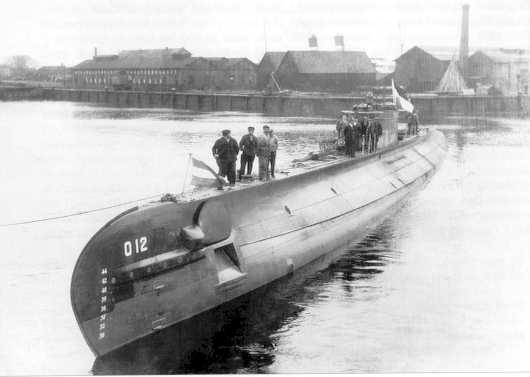
O 12

## Technische Daten
- Verdrängung: Überwasser 610 Tonnen, Getaucht 754 Tonnen
- Länge: Gesamt 60,42 m
- Breite: Gesamt 6,83 m
- Tiefgang: 3,6 m
- Antrieb: Überwasser 1800 PS, Getaucht 620 PS
- Geschwindigkeit: Überwasser 16 kn, Getaucht 8,0 kn
- Reichweite: Überwasser 3500 sm bei 8 kn, Getaucht 26 sm bei 8 kn
- Torpedorohre: 5 (4 Bug, 1 Heck)
- Torpedos: 10
- Geschütze: 2 × 40-mm-Flak, 1 × 12-mm-Maschinengewehr
- Tauchtiefe: 60 m (maximale Tauchtiefe)
- Besatzung: 4 Offiziere und 35 Mann

## Boote der Klasse
| Name                  | Bauwerft                   | Kiellegung        | Stapellauf       | Indienststellung                              | Verbleib                                  |
| --------------------- | -------------------------- | ----------------- | ---------------- | --------------------------------------------- | ----------------------------------------- |
| O 12 ab 1943 als U D2 | KMS, Vlissingen            | 20. Oktober 1928  | 8. November 1930 | 20. Juli 1931 ab 30. Januar 1943 Kriegsmarine | 3. Mai 1945 (versenkt)                    |
| O 13                  | KMS, Vlissingen            | 1. Dezember 1928  | 18. April 1931   | 1. Oktober 1931                               | 13. November 1940 (vermisst im Skagerrak) |
| O 14                  | KMS, Vlissingen            | 29. Dezember 1928 | 3. Oktober 1931  | 4. März 1932                                  | 26. Juni 1943 (verschrottet)              |
| O 15                  | Wilton-Fijenoord, Schiedam | 3. März 1930      | 27. Mai 1931     | 28. Juli 1932                                 | 1. September 1945 (verschrottet)          |